# Novo Panicearevo, Burgas
Novo Panicearevo (în bulgară Ново Паничарево) este un sat în comuna Primorsko, regiunea Burgas,  Bulgaria. 

## Demografie
Componența etnică a satului Novo Panicearevo
     Bulgari (51,11%)
     Turci (1,04%)
     Romi (38,82%)
     Nicio identificare (8,36%)
     Altele (0,65%)
La recensământul din 2011, populația satului Novo Panicearevo era de 765 locuitori. Din punct de vedere etnic, majoritatea locuitorilor (51,11%) erau bulgari, existând și minorități de romi (38,82%) și turci (1,04%). Pentru 8,36% din locuitori nu este cunoscută apartenența etnică.